# Ишменева
Ишменева — деревня в Тобольском районе Тюменской области. Входит в состав Ачирского сельского поселения.

## География
Находится примерно в 65 км к северо-западу от Тобольска. Рядом протекает река Ишменевская.

## Население
| 2010 |
| ---- |
| 134  |